# Abraxas kansuvolans
Abraxas kansuvolans là một loài bướm đêm trong họ Geometridae.